# Bit Dakkuri
Bit Dakkuri va ser un estat caldeu (arameu) de Babilònia. Hauria estat fundat al segle ix aC o segle viii aC quan els caldeus, seminòmades semi-sedentaris, es van expandir per l'antic país de Sumer. El territori abraçava les terres de l'Eufrates al sud de Borsippa.
Durant el setge de Sapia, capital de Bit Amukkani, l'any 731 aC, el rei Balasu o Belesys, cap de la tribu caldea, va enviar or, plata i pedres precioses al rei assiri Teglatfalassar III. La derrota de Bit Amukkani va dur al vassallatge a Bit Dakkuri i al País de la Mar. Cap a l'any 710 aC els assiris, sota Sargon II va ocupar i annexionar Bit Dakkuri, però més tard els caldeus en van recuperar el control i van restaurar el regne.
Cap a l'any 680 aC els territoris de Babilònia i Borsippa havien caigut en mans de la tribu dels dakkuri (Bit Dakkuri); quan els babilonis van començar a retornar per reconquerir el territori per orde del rei d'Assíria, tenien la intenció d'eliminar a aquests ocupants. Van deposar el rei dels dakkuri, Shamash-ibni, i van posar al seu lloc Nabu-usallim, fill del rei Balasu, que ja es menciona en temps de Teglatfalassar III. Assíria va recuperar aquells territoris però els dakkuri van retenir les seves possessions al sud de Babilònia.
El rei caldeu de Bit Dakkuri, Nabopolasar es va proclamar rei de Babilònia el 626 aC i va fundar la dinastia Dakkuri (XIV de Babilònia). El seu objectiu immediat era posar fi al poder d'Assíria, la seva principal amenaça. El 616 aC va iniciar l'ofensiva a la zona de l'Eufrates, intentant tallar les comunicacions entre Assíria i les seves possessions occidentals. Però Egipte va intervenir en favor d'Assíria, i l'exèrcit babiloni es va haver de retirar. El 615 aC Nabopolasar va envair l'Assíria pròpia i va assetjar Assur la capital religiosa del país, però va ser rebutjat. Llavors van intervenir els medes, poble assentat a l'altiplà iranià, que van atacar Assur i la van ocupar l'hivern del 614-614 aC. Quan Nabopolasar va arribar, la ciutat ja havia estat conquerida però es va signar un tractat d'aliança amb el rei Ciaxares de Mèdia reforçat per un enllaç reial: l'hereu babiloni, Nabucodonosor II, es va casar amb la princesa mede Amitis. Després d'un any d'operacions poc decisives, les forces combinades dels medes i babilonis van assetjar Nínive (maig del 612 aC) que va ser conquerida el juliol. El rei Sinxarixkun probablement, es va suïcidar. El darrer rei assiri, Assurballit, es va refugiar a Haran i es van produir diverses campanyes en aquesta zona. Els egipcis van ajudar els assiris i el faraó Necó II va enviar un exèrcit. Josies de Judà, rei rebel contra els assiris als territoris jueus, va intentar oposar resistència, però va ser derrotat i mort a Megiddo. Els babilonis, dirigits per l'hereu Nabucodonosor, van derrotar els egipcis l'any 605 aC a Karkemish.
El mateix any va morir Nabopolasar i el seu fill Nabucodonosor, el va succeir. Va conquerir les darreres possessions assíries i els egipcis es van retirar a Gaza i al Sinaí. Els jueus, rebel·lats contra Assíria i que s'oposaven a ser dominats pels babilonis, van ser derrotats i els babilonis van ocupar Jerusalem el 597 aC. La dinastia de Judà va romandre un temps com a tributària, però quant es va revoltar, van ocupar la ciutat per segona vegada el 586 aC i la població deportada a Babilònia (l'anomenada "captivitat de Babilònia") que va durar fins que el rei dels perses va canviar la seva política gairebé 40 anys després. La darrera ciutat que es va oposar a Nabucodonosor va ser Tir, conquerida el 575 aC.
Nabucodonosor va morir el 562 aC i el va succeir el seu fill Amel-Marduk, que aviat va morir assassinat i substituir per son cunyat Neriglissar (560-556 aC), que va formar una nova i efímera dinastia (XV de Babilònia).